# Portada/article gener 14

## Setge de Barcelona
El setge de Barcelona va ser la darrera operació militar de la Guerra de Successió Espanyola, entre el 25 de juliol del 1713 i l'11 de setembre del 1714, i va enfrontar els defensors de Barcelona, compostos per la Coronela, l'exèrcit regular català, de tropa procedent de la resta de territoris de la Corona d'Aragó, i soldats d'altres territoris que donaven suport a Carles III. Molt sobrepassats en nombre, i completament envoltats de soldats borbònics, els catalans van escollir la resistència fins a la mort.
L'execució de la defensa a la Batalla de Barcelona s'utilitza com a símbol de la resistència del poble de Catalunya en defensa del país, i el referent ha merescut la consideració de recordar-ne la data com a Diada Nacional de Catalunya.